# Elli Stamatiadou
Elli Stamatiadou (1 de abril de 1933, Andros, Grecia - 1 de mayo de 2015, Atenas, Grecia) fue una botánica griega amateur.

## Biografía
Fue jefa curadora asistente en el Herbario del Museo de Historia Natural Goulandris (ATH), de 1965 a 2009 y su colaboradora más grande a las colecciones botánicas del Museo (23.705 especímenes de todas partes de Grecia, incluyendo 20 especímenes tipo) Se retiró en 2003, y continuó trabajando allí voluntariamente hasta 2009.

## Familiar
Se casó con Yiannis Stamatiadis, y tuvieron dos hijos. Su hijo Stamatis Stamatiadis es un microbiólogo de suelos y ha desarrollado la ecología edafológica y el Laboratorio de Biotecnología en el Museo de Historia Natural Goulandris.

## Eponimia de especies
Especies vegetales
- Dianthus stamatiadae Rech. f. (una especie endémica griega de la región de Kozani)
- Veronica stamatiadae M.A.Fisch. & Greuter (una especie de Veronica, primero recogido por Stamatiadou de la isla de Ro en el archipiélago  Kastellorizo).[2]

## Publicaciones
- Zahariadi, C., Stamatiadou, E. & Dima, A. 1982. Distribución geográfica de especies de Ornithogalum (Liliaceae) en Grecia, incluyendo dos nuevo taxa. Ann. Mus. Goulandris, 5: 131-162.

- Snogerup, S., Snogerup, B., Stamatiadou, E., von Bothmer, R. & Gustafsson, M. 2006. Flora y vegetación de Andros, Kiklades, Grecia. Ann. Mus. Goulandris, 11: 85-270.